# Jaén tinto
Jaén tinto es una variedad española de vid (Vitis vinifera) tinta. Según la Orden APA/1819/2007, la uva jaén tinto es una variedad vinífera autorizada en las comunidades autónomas de Andalucía y Extremadura.
- Datos: Q6168513